# Pastorale (1976)
Pastorale, auch Ein Sommer auf dem Dorf (Originaltitel: Pastorali, პასტორალი (Пастораль, Pastoral)), ist ein sowjetischer Spielfilm, der in Georgien unter der Regie von Otar Iosseliani im Jahr 1975 gedreht wurde.

## Handlung
Ein kleines Dorf in Georgien. Durch die unbefestigten Straßen werden Schweine-, Ziegen- und Rinderherden getrieben. Hier kommen mit dem Autobus vier Musiker mit ihrer Managerin an, um sich in der Ruhe der Abgeschiedenheit auf ihre nächsten Konzerte mit pastoraler Musik vorzubereiten. Die Kinder der Wirtsleute haben ihren Bereich im oberen Geschoss des Hauses geräumt, um die zwei Zimmer den Gästen zur Verfügung zu stellen. Als der Cellist in das Dorf geht, um mehrere Flaschen Limonade zu kaufen, kommt es hierbei zu den ersten Kontakten mit den Dorfbewohnern. Mehrere Jugendliche wollen einfach nur seine Reaktion testen, indem sie ihn nach Feuer für eine Zigarette fragen und im Getränkeladen muss er mit vier Betrunkenen, die bereits den ganzen Tag dort sitzen, mehrere Glas Wodka trinken. Nur mit Mühe kann er sich befreien, denn die erste Probe des Quartetts steht bereits an. Diese findet unter erschwerten Bedingungen statt, denn die Kinder des Dorfes kommen angelaufen und verursachen einen für die Musiker störenden Lärm.
Der Gastgeber ist LKW-Fahrer der landwirtschaftlichen Genossenschaft und hat u. a. die Aufgabe, die Beschäftigten zu ihren jeweiligen Einsatzorten zu bringen. Während die ältere Tochter der Familie versucht, Ruhe für die Probe in die Umgebung zu bringen, fliegt ständig ein landwirtschaftliches Flugzeug über das Haus, doch die Musiker gewöhnen sich daran. Den Rückweg von den Feldern müssen die Beschäftigten zu Fuß antreten, denn der LKW war mit Mauersteinen für den Hausbau des Gastgebers vollgeladen. Natürlich hat das keinen offiziellen Charakter, aber keiner sagt etwas. Mit dem Bau wird auch sofort begonnen, was wiederum Ärger mit der Nachbarin gibt, denn ein Fenster wird so eingesetzt, dass man auf ihren Hof sehen kann und das möchte sie nicht. Die Musiker nutzen den Tag, um mit der großen Tochter einen Spaziergang durch die schöne Landschaft bis zu einer alten Wassermühle zu machen. Auf dem Rückweg werden sie von einem Onkel der Führerin in seinem Dienst-Jeep bis in das Dorf mitgenommen. Anschließend fährt dieser noch einmal mit seinem Fahrer los, um am nahe gelegenen Fluss mit Handgranaten Fische zu fangen, obwohl das verboten ist. Der hinzu gekommene Wildhüter drückt beide Augen zu, da es sich hier um einen leitenden Angestellten handelt. Noch am Morgen hat er einem alten Mann eine Sense weggenommen, nur weil dieser etwas Gras für seine Kuh gemäht hat.
Im Hause der Gastgeber wird in der Zwischenzeit ein größeres Fest, wofür es eigentlich keinen besonderen Anlass gibt, vorbereitet. Dafür sind die Fische vorgesehen, auch ein Spanferkel und mehrere Hühner gibt es zu essen, von den vielen Getränken braucht man gar nicht erst zu reden. Bereits nach kurzer Zeit verabschieden sich der Cello-Spieler und die drei Mädchen der Musiker von der Feier, was den Pianisten ärgert, denn er möchte nicht allein mit den anderen feiern. Das macht er aber dann doch so gut, dass er völlig betrunken den Abend beendet und sich noch ernsthaft mit seinen Kollegen streitet, jedoch sich am nächsten Morgen wieder mit ihnen versöhnt.
Während die Decken von den Betten über mehrere Leinen zum Lüften aufgehängt werden, fängt es plötzlich an stark zu regnen und wenn es in dieser Gegend regnet, regnet es wohl sehr lange. Da die Musiker aber auch nicht den ganzen Tag üben können, beschäftigen sie sich mit allerlei Spielchen im Haus, so dass die Zeit vergeht. Irgendwann ist der Regen vorbei, die Zeit des Abschieds ist gekommen, die Kosten für den Aufenthalt werden beglichen und die Musiker bekommen noch einen Korb mit Äpfeln für den Heimweg geschenkt.
Ein blühender Apfelbaum im nächsten Frühjahr zeigt uns, dass das Leben auf dem Dorf unverändert weitergehen wird.

## Produktion und Veröffentlichung
Der Schwarzweißfilm hatte im 2. Juli 1979 unter dem Titel Пастораль in Moskau Premiere, nachdem er bereits 1976 in Georgien gezeigt wurde. Wie alle  georgischen Filme wurde Pastorale in georgischer Sprache gedreht und dann für die anderen Sowjetrepubliken Russisch synchronisiert. In der Bundesrepublik Deutschland erfolgte die erste Aufführung im Februar 1982 während der 32. Internationalen Filmfestspiele Berlin in der zum 12. Mal veranstalteten Reihe: Internationales Forum des Jungen Films (kurz: Forum), wo er mit dem FIPRESCI-Preis der internationalen Filmkritik ausgezeichnet wurde. Am 5. Dezember 1986 wurde der Film im ZDF ausgestrahlt.
In der DDR wurde der Film das erste Mal nachweisbar am 19. Februar 1988 im Berliner Kino Babylon im Rahmen des Programms des Studiokino Camera gezeigt.

## Kritik
Das Lexikon des internationalen Films schreibt, dass dies ein durch seinen poesievollen Realismus beeindruckender Film ist, der durchaus kritisch einen Blick auf die vermeintlichen Segnungen der Zivilisation wirft.